# Maison Méert
La Maison Méert est une entreprise de pâtisserie fondée à Lille en 1761. Située au 27 de la rue Esquermoise dans le Vieux-Lille, elle est renommée pour ses spécialités de confiseries et pâtisseries typiques de la région lilloise, telles que les gaufres fourrées à la vanille de Madagascar.
Le magasin et sa devanture sont classés au titre des monuments historiques par arrêté du 5 août 1980.

## Historique
La Maison Méert est une des plus vieilles pâtisseries encore en activité au monde et trouve son origine en 1761 lorsque s'installe au 27 de la rue Esquermoise, dans le centre de Lille (aujourd'hui Vieux-Lille), le confiseur chocolatier Delcourt. La boutique est reprise en 1773 par Modo de Rollez qui y fabrique  des crèmes glacées. Il entreprend en 1839 de la faire réaménager et c'est de cette époque que date l'agencement et la décoration de la boutique actuelle. Les travaux sont réalisés par l'architecte Charles Benvignat, le peintre Charles Stalars et le sculpteur Félix Huidiez. La boutique est reprise par Michael Paulus Gislinus Meert en 1849 puis en 1900 par la famille Cardon. L'enseigne conserve le nom de Méert qui l'a rendue célèbre pour ses gaufres fourrées.
Un salon de thé à l'arrière de la boutique est ajouté en 1909. Un second salon de thé est aménagé dans les années 1930. Au début de cette décennie est transférée la succursale du no 114 au no 125 rue Nationale et un nouveau salon de thé en 1948. Un restaurant gastronomique ouvre en 2008 à cette adresse, dirigé par le chef Maxime Schelstraete, suivi en 2018 de Tom Truy-Courties.
Dirigée par Thierry Landron, Méert ouvre des points de vente plus petits livrés quotidiennement par la boutique de Lille dans d'autres secteurs chics de villes européennes : à Roubaix et à Paris.
Depuis sa création, la Maison Méert lilloise a reçu de nombreux prix nationaux et internationaux[Lesquels ?]. Elle a été installée dans l'un des pavillons de l'Exposition universelle de Shanghaï en 2010.
La boutique de la rue Esquermoise a connu de nombreux illustres visiteurs dont Buffalo Bill, Napoléon, les familles royales de Bourbon-Parme, d'Orléans, de Bauffremont, etc. ou, aux XXe et XXIe siècles, Marguerite Yourcenar, Winston Churchill, Jackie Kennedy, Alain Souchon, Amélie Nothomb, Jean d'Ormesson, Dany Boon, Jean-Claude Casadesus… Charles de Gaulle se faisait régulièrement livrer des gaufres de chez Méert à l'Élysée. En 1864, la Maison Méert est devenue le « fournisseur officiel de sa Majesté le roi Léopold Ier », le roi des Belges. En 2014, Martine Aubry, maire de Lille, y reçoit le président François Hollande à déjeuner lors d'un déplacement officiel.

## Description
L'édifice se présente dans un style flamboyant où se retrouvent des échos orientalistes, avec dorures, plafonds à caissons et un balcon en fer forgé au chiffre R de Rollez. Les matériaux utilisés, bois précieux, dorures, cuivres, jeu de glace, marbre turquoise veiné, accentuent l'impression de luxe. Le portail d'entrée (ancienne porte cochère) est quant à lui plutôt inspiré du style maniériste avec ses sirènes, masques, guirlandes, arabesques et médaillons. La date de 1859 y est portée.
Le bâtiment asymétrique comporte trois niveaux terminés par un comble éclairé de quatre fenêtre en chien-assis. Au-dessus du fonds de commerce en rez-de-chaussée, les étages comportent chacun six hautes fenêtres aux huisseries ouvragées.
L'intérieur du commerce est divisé en trois aires distinctes :
- la première est la boutique dans la partie droite du bâtiment (vu de face), où l'on achète les gaufres, les chocolats, les guimauves et tous les autres produits, hors gâteaux, mignardises, macarons et viennoiseries. Il est possible d'accéder à cette boutique sans passer par l'entrée principale (une porte en verre donne directement sur la rue Esquermoise) ;
- la seconde aire, dans la partie gauche du bâtiment (vu de face) où l'on peut acheter les gâteaux et les mignardises présentés en vitrine (ainsi que les gaufres, les macarons et les viennoiseries) ;
- la troisième partie du bâtiment est l'arrière-boutique, où est installé le salon de thé et le restaurant gastronomique de la maison. Durant la belle saison, cette aire est élargie par l'ouverture de la verrière dans la cour.

Au sous-sol, un musée rassemble quelque 5 000 pièces, un ensemble de matériels qui remonte au XVIIe siècle, exposé dans un ancien office.

## Produits

### Les gaufres
La gaufre fourrée lilloise à la vanille de Madagascar, qui constitue le produit phare de la maison, est d'abord cuite puis coupée dans le sens de l'épaisseur. Elle est fourrée d'un mélange de vanille et de sucre, suivant une recette intemporelle. Ces gaufres sont enfin empaquetées par six dans du papier doré, ou par douze dans des boîtes cartonnées.
Des variantes de diversification saisonnières, appelées les EphéMéert, dont le parfum est modifié à chaque saison, sont apparues et renouvelées chaque été et chaque hiver depuis 2006. Certaines sont au spéculoos, à la violette/cassis ou à la fraise/Vichy…

### Autres produits

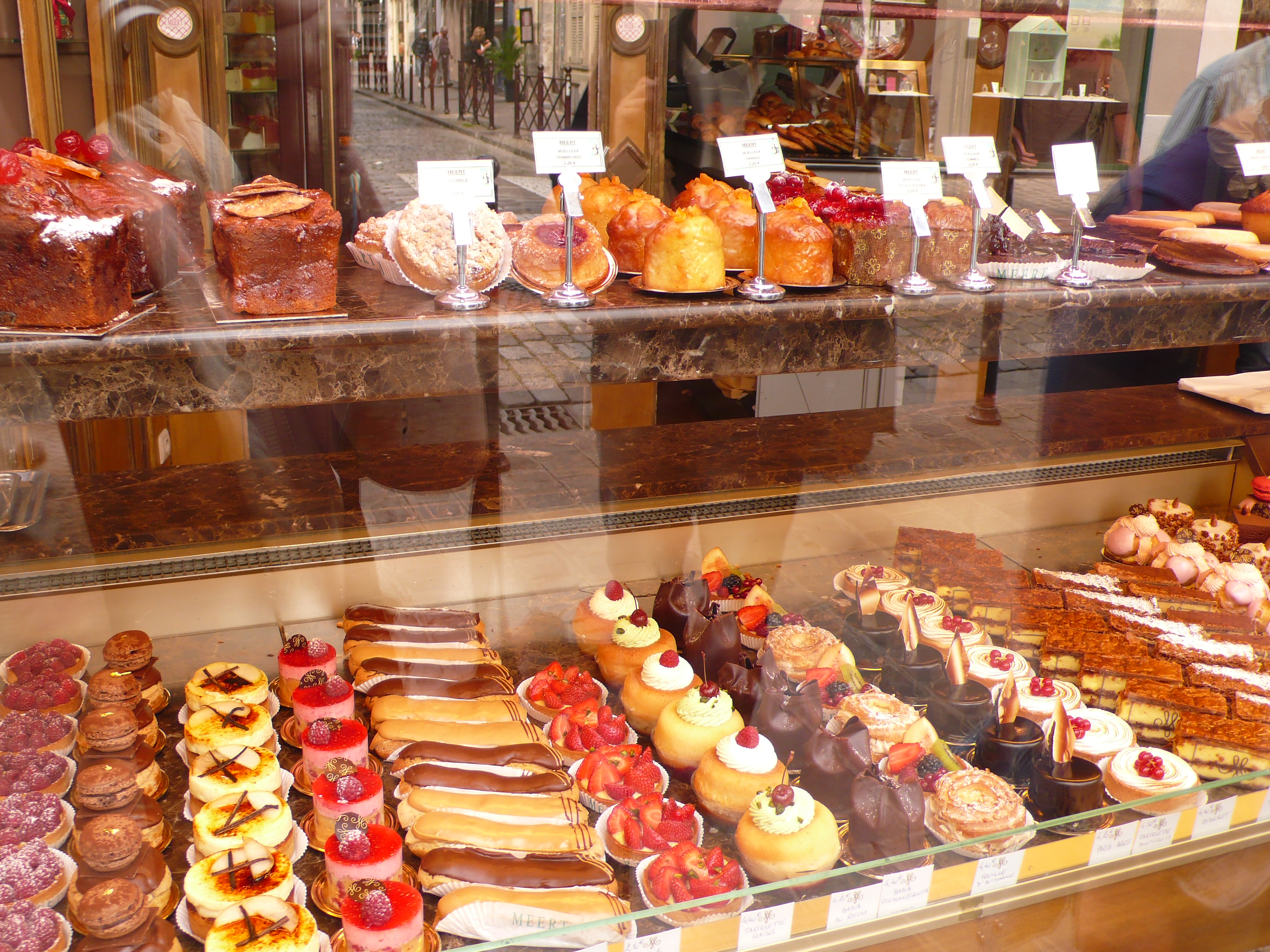
Vitrine, rue Esquermoise, Lille.

La boutique propose par ailleurs en exclusivité confiseries, pâtisseries, confitures, chocolats, etc.
On peut notamment citer les macarons présentés dans de nombreux parfums et conditionnés dans des boîtes de tailles diverses. Les chocolats sont une spécialité de la maison et, pendant la période de Pâques, la maison Méert fabrique toutes sortes d'œufs, des petits comme des gros, dont certains dépassent le kilogramme et contiennent des dizaines de chocolats une fois ouverts. Les guimauves sont aux parfums variés de rose, noix de coco, chocolat, pêche…
Méert fabrique également des gâteaux pour 6 à 8 personnes, aux fruits ou au chocolat, ainsi que des petits gâteaux individuels ré-interprétés (dont par exemple la religieuse, qui possède, à la place de son traditionnel chou supérieur, un macaron au caramel). Méert produit également des mille-feuilles, éclairs au chocolat, tartelettes aux fruits, baba au rhum, confitures, pains d'épices, bonbons, etc.
Durant l'été, la boutique lilloise propose un stand de glaces maison devant la boutique.

## Distribution

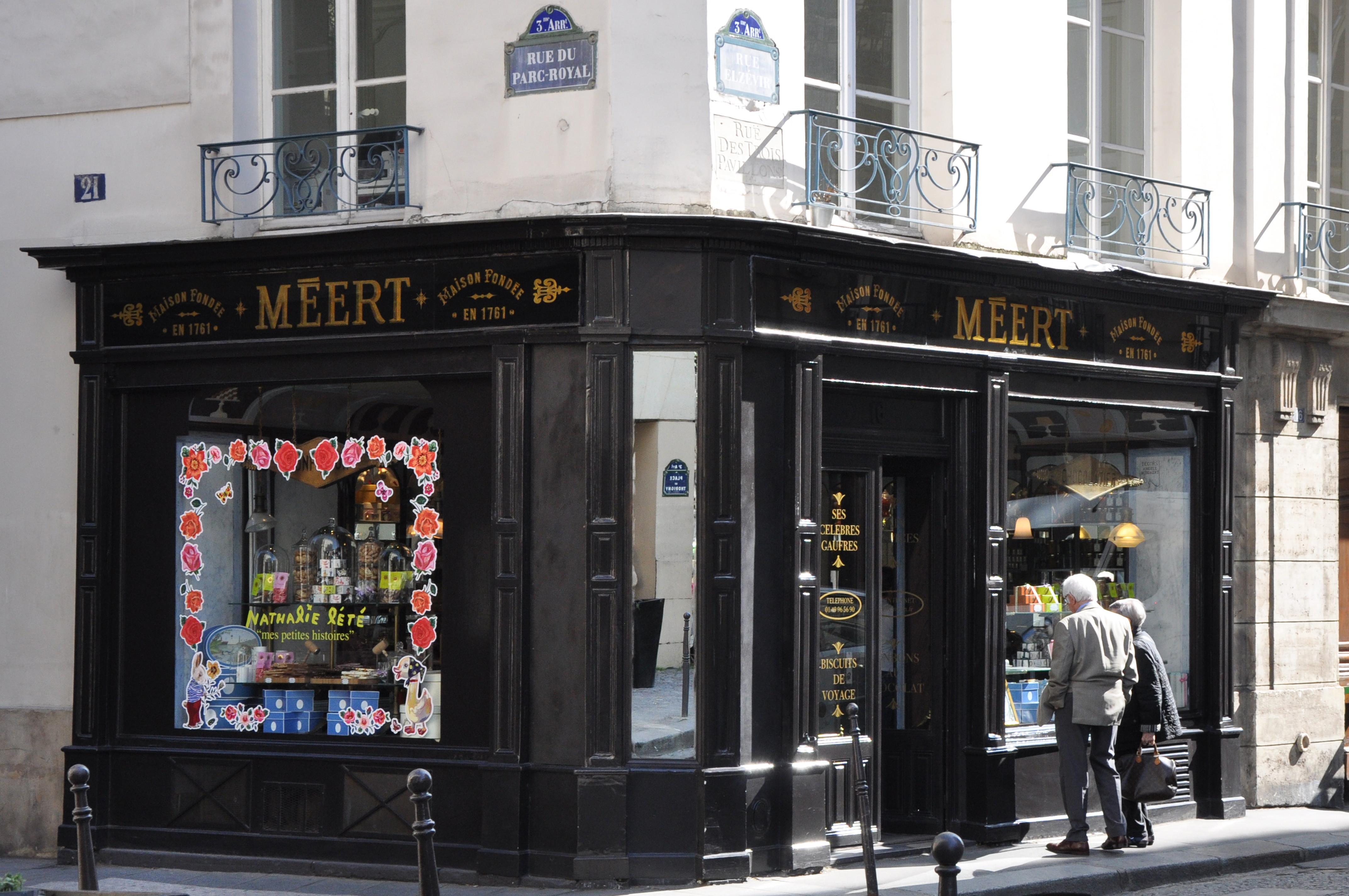
Boutique de la rue Elzévir, quartier du Marais à Paris.

La boutique principale de Méert demeure celle de la rue Esquermoise. On y trouve également un salon de thé, le restaurant gastronomique ainsi que le service traiteur (cocktails et réceptions).
D'autres points de vente existent à Roubaix et Paris :
- Une brasserie[16] dans l'enceinte du musée La Piscine à Roubaix.
- Depuis 2010, une boutique est ouverte rue Elzévir dans le 3e arrondissement de Paris. Il en existe deux autres dans la capitale : rue Debelleyme dans le 3e arrondissement également, ainsi qu'un corner dans lequel les célèbres gaufres sont en vente, à La Grande Épicierie, dans le 7e arrondissement[17]. Les produits phares de la maison qui y sont vendus sont fabriqués dans la boutique de la rue Esquermoise et transférées à Paris très régulièrement.